# Shantipur
Shantipur, Santipur (beng. শান্তিপুর) – miasto w Indiach, w stanie Bengal Zachodni, nad rzeką Hugli. W 2001 r. miasto to zamieszkiwało 138 195.
W mieście rozwinęło się rzemiosło garncarskie, a także przemysł bawełniany.